# System Shock (jeu vidéo, 2023)
System Shock est un jeu vidéo de rôle d'action développé par Nightdive Studios et édité par Plaion. Il s'agit d'un remake du jeu vidéo du même nom sorti en 1994, développé à l'origine par Looking Glass Technologies. Le jeu sort le 30 mai 2023 sur Microsoft Windows, puis le 21 mai 2024 sur PlayStation 4, PlayStation 5, Xbox One et Xbox Series.

## Développement
Le jeu System Shock d'origine a été développé par Looking Glass Studios, qui a fermé ses portes en 2000. Les actifs de la société, y compris les droits sur System Shock, ont été acquis par Meadowbrook Insurance Group, une filiale de Star Insurance Company. En 2012, Nightdive Studios a acquis les droits de System Shock 2 et a produit une version distribuable numériquement mise à jour pour les systèmes d'exploitation modernes. Night Dive Studios a ensuite acquis les droits de System Shock et de la franchise dans son intégralité.
Peu après[Quand ?] la sortie de System Shock: Enhanced Edition[pas clair], Night Dive Studios a annoncé son intention de développer un remake de System Shock pour Windows et Xbox One avec le moteur de jeu Unity, Annoncé à l'origine sous le nom de System Shock Remastered, Night Dive Studios a choisi de nommer simplement le nouveau jeu System Shock car ils considèrent que l'effort qu'ils mettent dans le titre en fait plus un redémarrage de la franchise plutôt qu'un remake du jeu,. Le designer vétéran Chris Avellone et les membres de l'équipe de développement de Fallout: New Vegas ont confirmé leur implication.
Night Dive Studios prévoyait de financer le développement du jeu grâce à une campagne de financement Kickstarter qui a débuté le 28 juin 2016, avec un objectif de US$900,000. Parallèlement à la campagne Kickstarter, le studio a publié une démo gratuite présentant une première version du premier niveau du jeu, montrant leurs efforts sur le projet et visant à «démontrer leur engagement et leur passion» à redémarrer fidèlement le jeu. L'objectif de Kickstarter a été atteint le 9 juillet 2016 avec 19 jours restants dans sa campagne, et s'est clôturé le 28 juillet 2016 avec plus de 1,35 million de dollars de financement provenant d'environ 21 600 contributeurs. Le financement supplémentaire devait être utilisé pour concevoir les versions macOS et Linux du jeu, les zones étendues et la prise en charge du Razer Chroma,. Avec le succès du financement, Night Dive Studios prévoyait une sortie en décembre 2017 pour le jeu.
Pendant cette période de financement, Night Dive Studios a constaté qu'il y avait une demande considérable pour une version PlayStation 4 du jeu. Ils ont ensuite discuté avec Sony et ont pu affirmer qu'une version PlayStation 4 serait possible. Le studio prévoyait de sortir cette version début 2018. L'ajout du port PlayStation 4 n'a pas eu d'incidence sur la demande de financement de Kickstarter, car le studio pensait pouvoir compléter cela avec les 900000 $ recherchés. Après avoir obtenu 1 million de dollars sur Kickstarter, les ports pour macOS et Linux ont été confirmés.
Lors de la Game Developers Conference de 2017, Night Dive Studios a annoncé qu'ils développeraient le jeu vers Unreal Engine 4 plutôt qu'Unity, et le réalisateur Jason Fader a déclaré: "Unity n'est pas un excellent moteur à utiliser si vous souhaitez créer un FPS sur console". Fader a cité des problèmes liés à une combinaison de fidélité, de support multiplateforme, et de problèmes de performances comme le changement . Fader a également précisé qu'ils considéraient maintenant le jeu comme un "redémarrage plus fidèle" qu'un remaster; L'histoire, le personnage, les armes, les niveaux et les ennemis du jeu sont restés comme dans le jeu original, mais ils appliquaient des «principes de conception modernes» pour retravailler certains d'entre eux et en ajouter d'autres pour rendre le jeu plus jouable pour le public actuel. Fader a offert un exemple de conception de niveau, considérant que les maps de System Shock de l'époque ne vieillissaient pas bien, l'équipe a pu ouvrir certaines zones et supprimer les labyrinthes inutiles pour rendre le jeu plus intéressant pour les joueurs. Fader a proposé que, bien que l'histoire reste beat-for-beat, l'équipe avait ajouté Chris Avellone pour changer une partie du dialogue et corriger certains défauts de l'intrigue du jeu original.
À la mi-février 2018, Night Dive a annoncé que le développement de System Shock avait été suspendu. Le PDG Stephen Kick a déclaré: «J'ai mis l'équipe en pause pendant que nous réévaluons notre chemin afin que nous puissions revenir à notre vision. Nous faisons une pause, mais nous ne terminons pas le projet. System Shock va être complété et toutes nos promesses tenues". Kick a expliqué que comme le projet était passé d'un remake à un redémarrage, ils "se sont écartés" des concepts de base du jeu original et ont constaté qu'ils avaient besoin d'un budget plus important. Le directeur du développement commercial de Night Dive, Larry Kuperman, a déclaré qu'ils avaient contacté des partenaires d'édition pour financer cet effort, mais qu'ils ne pouvaient pas obtenir ce soutien supplémentaire. Kick a choisi de mettre le projet en attente, réaffectant l'équipe à d'autres projets dans l'intervalle. S'exprimant lors de la Game Developers Conference en mars 2018, Kick et Kuperman ont expliqué qu'en raison d'un superflus de fonctionnalités, une équipe nouvellement constituée avait relancé le développement du jeu, en restant concentrée sur les promesses, dans la perspective d'une sortie en 2020. Relancer le développement du jeu les a également aidés à s'engager avec des partenaires éditeurs intéressés qui étaient plus disposés à les soutenir.